# Bobo-ombervis
De bobo-ombervis (Pseudotolithus elongatus) is een straalvinnige vis uit de familie van ombervissen (Sciaenidae), orde van baarsachtigen (Perciformes). De vis kan een lengte bereiken van 47 centimeter.

## Leefomgeving
Pseudotolithus elongatus komt voor in zoute en brakke tropische wateren in de Atlantische Oceaan op een diepte van 0 tot 100 meter.

## Relatie tot de mens
Pseudotolithus elongatus is voor de visserij van aanzienlijk commercieel belang. In de hengelsport wordt er weinig op de vis gejaagd.